# IC 960/1
IC 960/1 је спирална галаксија у сазвијежђу Волар која се налази на листи објеката дубоког неба у Индекс каталогу.
Деклинација објекта је + 17° 29' 58" а ректасцензија 13h 55m 59,0s. Привидна величина (магнитуда) објекта IC 960 износи 13,8 а фотографска магнитуда 14,6. IC 9601 је још познат и под ознакама UGC 8849, MCG 3-36-3, CGCG 103-13, VV 335, KCPG 402A, PGC 49535.